# ミ★pop
ミ★pop (スターポップ) は、C-Lip所属のアイドルグループによるプロジェクト名。メイドアイドルとして活動していた「SODA★POP」時代を経て改名し、現在に至る。観客を巻き込んだパフォーマンスが特徴。愛称は「スタポ」「ポップ」。所属レーベルは、『South to North Factory』（South to North Records）。2012年11月プロジェクト終了。

## メンバー

### 現メンバー
- 真部小夜[1]（まなべ さよ、大阪府出身、O型）、愛称「マナマナ」。イメージカラーはピンク。
- 福井みちこ[2]（ふくい みちこ、滋賀県出身、B型）、愛称「みっちゃん」。イメージカラーは黄色。
- 鮎川桃太郎（あゆかわ ももたろう、熊本県出身、A型）、愛称「桃くん」。イメージカラーは青。
- 坂本まり之助（さかもと まりのすけ、東京都出身、B型）、愛称「のすけ」。イメージカラーは紫。
- ゆうくん（ゆうくん、出身地不明、U型）、愛称「ゆうくん」。イメージカラーは赤。

### featuring N Projectメンバー
- 井ノ上奈々 - イメージカラーはオレンジ。
- なっちん（Chu!☆Lips） - イメージカラーは赤。

### 旧メンバー
- 虹野のぞみ - SODA★POP時代に卒業。イメージカラーは青。
- 幸咲よつば - 2010年10月31日初台DOORSにて卒業。イメージカラーは赤。
- 菓糖ショコラ - 2010年12月28日高円寺HIGHにて卒業。イメージカラーは紫。
- 桜庭沙羅 - 2012年4月20日ブログにて卒業を発表。イメージカラーは緑。

## 概要
LiveCafe「SODA☆POP」の選抜メンバーで結成されたユニット「SODA★POP」が前身。2010年8月15日、流星のように輝く魅力を持ったグループ「ミ★pop」と改名して活動開始。2011年4月には「鮎川桃太郎」、「坂本まり之助」という男装キャラの2名が加入した。
また、2012年6月より「ゆうくん」という女装キャラが1名加入し、「井の頭フォーキーズ」と共にバンドスタイルでのパフォーマンスも可能となった。

## 歩み
2009年
- 11月25日　渋谷O-EASTで行われた「渋谷ぶっ飛びガールズ祭 2009」にて、ユニット結成を発表。
- 11月30日　渋谷O-EASTで行われた「PoP"n" Jam!! in Shibuya」にて、ユニット名「SODA★POP」を発表。

2010年
- 1月20日　カバーシングル「RAINBOW SYMPHONY」を発売。
- 1月20日 - 23日　石丸電気ソフト本店にて「RAINBOW SYMPHONY」発売記念インストアイベント。開場より５分で完売。
- 1月30日　大塚Deepaにて「SODA★POP LIVE SYMPHONY 2009　第一楽章：花と魔法の序曲～overture～」を開催
- 2月14日　大塚Deepaにて「SODA★POP LIVE SYMPHONY 2009　第二楽章：大地の不思議な幻想曲～fantasia～」を開催
- 3月22日　大塚Deepaにて「SODA★POP LIVE SYMPHONY 2009　第三楽章：太陽と海の三重奏～trio～」を開催
- 4月17日　つくばクレオスクエアにて「RAINBOW SYMPHONY」発売記念インストアイベント。
- 5月23日　虹野のぞみ卒業公演として芝浦CUBE326 ARK-HALLにて「SODA★POP LIVE SYMPHONY 2009-2010：DIRECTOR'S BOX」を開催。一日三回公演。その際、内容の違う40～50分のノンストップメドレーを毎回披露した。
- 8月5日 - 8日　池袋LIVE INN ROSAにてオムニバス舞台「summer vacation～夏の思い出～」にて主演密室コメディ「たまり場の子猫たち」に出演。
- 8月15日　渋谷RUIDO K2にて行われた「C-Lip LIVE A GOGO! #41」にて、プロジェクト名「ミ★POP」を発表。
- 9月4日　通算100回目のライブとして芝浦CUBE326で行われた「Pick-up BNA! powerd by Pick-up Voice」に出演。
- 10月31日　幸咲よつば卒業公演として初台DOORSにて「ミ★主催LIVE PoP"n" Jam!! -quatre & cinq」を開催。
- 11月14日　ミ★POP featuring N Projectを発表。桜庭沙羅・藤崎いちご（現 真部小夜）・古式みっち（現 福井みちこ）・菓糖ショコラの「ミ★POP origin」に多方面で活躍中のゲストボーカルを招いて活動を行うプロジェクト。
- 12月28日　菓糖ショコラ卒業公演として高円寺HIGHにて「C-Lip Weekday Live -年末スペシャル-」に出演。
- 12月29日 - 31日　コミックマーケット79文化放送A&Gブースにて「君がナンバーワン/ユラユラLOVE」を発売。

2011年
- 1月1日 プロジェクト名が「ミ★pop」と小文字表記へと変更。
- 3月2日　コンピレーションシングル「C-Lip Battle ミ★pop×clip-clop」を発売。
- 3月5日 - 13日　「C-Lip Battle ミ★pop×clip-clop」発売記念インストアイベントを開催。3月12日以降のイベントは東北地方太平洋沖地震（東日本大震災）及び東京電力・福島第一原子力発電所での事故による電力事情悪化などの影響により開催中止となった。
- 4月3日　新メンバー２名加入、ニューシングルの発売を発表。
- 4月29日　吉祥寺CLUB SEATAにて行われた「C-Lip LIVE A GOGO! #51」にて「鮎川桃太郎」「坂本まり之助」が加入。
- 6月1日　「藤崎いちごが真部小夜」へ、「古式みっちが福井みちこ」へと改名が発表。
- 6月5日　通算200回目のライブとして芝浦CUBE326で行われた「On a light ロマンスターズ Vol.4」に出演。
- 6月22日　1stシングル「スターポップ王国物語」を発売。これ以降、「ﾐ★pop」と半角カタカナ表記へと変更。
- 6月22日 - 7月14日　「スターポップ王国物語」発売記念インストアイベントを開催。
- 8月15日　渋谷DESEOにてﾐ★pop１周年記念ライブ「ﾐ★pop 1st Anniversary Live -preview-」を開催。
- 8月30日　テレビ東京「月刊MelodiX!」のコーナー「アイドル下剋上」へのエントリーを発表。人気投票１位で番組出演が決定するも、「胸キュンセリフ対決」にて判定負けをしスタジオでの歌披露は出来なかった。
- 10月10日　東日本大震災復興チャリティイベント「萌酒サミット in 秋葉原UDX」に出演。
- 11月13日　「高円寺フェス presents C-Lip LIVE A GOGO! 番外編」に出演。特別ゲストに長島☆自演乙☆雄一郎。
- 12月3日　通算300回目のライブとして高円寺HIGHにて「ﾐ★pop presents PoP"n" Jam!! -neuf-」を開催。

2012年
- 1月22日　高円寺HIGHにて「ﾐ★pop New Single Release Live 『スタポクエスト～導かれし猛者たち～』」を開催。
- 1月25日　2ndシングル「スターポップ王国物語２～ザイガーの逆襲～」を発売。
- 1月25日 - 1月28日　「スターポップ王国物語２～ザイガーの逆襲～」発売記念インストアイベントを開催。
- 4月20日　公式ブログにて桜庭沙羅の卒業が発表。
- 4月28日 - 4月30日　初台DOORSにて「2012春のスタポ祭り PoP"n" Jam!! =EXTRA=」を開催。全5公演。
- 6月3日　横浜BayHallにて行われた「YOKOHAMA SUPER GIG」にて「ゆうくん」が加入。
- 9月2日　高円寺HIGHにてﾐ★pop２周年記念ライブ「ﾐ★pop 2nd Anniversary Live -summarization-」を開催。
- 10月7日　2012年11月で現メンバー全員卒業を発表。
- 11月18日　「ﾐ★pop presents PoP"n" Jam!! -douze-【ﾐ★pop Final Live 】『スターポップ王国物語～跳躍の神々～』」「ﾐ★pop presents PoP"n" Jam!! -treize-【ﾐ★pop Final Live 】『スターポップ王国物語～そして伝説へ・・・～』」をもって、メンバー全員卒業。
- 11月23日　ファンクラブイベントをもって「ﾐ★pop」としての全ての活動を終了。
- 11月29日 Star☆pop projectの構想を発表。

## ディスコグラフィー

### シングル
- 君がナンバーワン/ユラユラLOVE（2010年12月29日発売：POP-1001）
  - コミックマーケット79先行発売

1. 君がナンバーワン feat.井ノ上奈々
2. ユラユラLOVE feat.なっちん（Chu!☆Lips）

- C-Lip BATTLE ミ★pop × clip-clop（2011年3月2日発売：SNF-0145）
  - clip-clopとの共作。

1. 君がナンバーワン feat.井ノ上奈々
2. ユラユラLOVE feat.なっちん（Chu!☆Lips）
3. 恋のティーパーティ
4. メール記念日
5. 君がナンバーワン feat.井ノ上奈々（カラオケ）
6. ユラユラLOVE feat.なっちん（Chu!☆Lips）（カラオケ）
7. 恋のティーパーティ（カラオケ）
8. メール記念日（カラオケ）

- スターポップ王国物語（2011年6月22日発売：SNF-0147）

1. スターポップ王国物語
2. ジェラしぃジェラシィ
3. スターポップ王国物語（カラオケ）
4. ジェラしぃジェラシィ（カラオケ）

- スターポップ王国物語２ ～ザイガーの逆襲～（2012年1月25日発売：SNF-0155）

1. スターポップ王国物語２ ～ザイガーの逆襲～
2. 元気出してゆこう
3. スターポップ王国物語２ ～ザイガーの逆襲～（カラオケ）
4. 元気出してゆこう（カラオケ）

### オムニバス
- HMV入門編シリーズ 吉田豪監修「ライブアイドル入門」（2011年8月31日発売：HNMH-1）

参加曲「スパイスィ→カレー」

## メディア出演

### テレビ
- 月刊MelodiX! （2011年9月、テレビ東京）
- つんつべ♂ （2012年6月、東京メトロポリタンテレビジョン）

### ラジオ
- GIRLS GIRLS GIRLS =RED ZONE= C-Lip★LAND（FM-FUJI：毎週金曜 23:30 - 23:55、2011年7月 - ）
- ななファンのファン×３!! ゲスト出演（下北FM：2011年6月23日）
- SUNDAY MUSIC PARK ゲスト出演（FM-FUJI：2011年6月19日）
- STROBE NIGHT! ゲスト出演（NACK 5：2011年6月15日）
- MCおんのおん☆しつ ゲスト出演（鎌倉FM：2012年1月5日）
- 音遊塾 ゲスト出演（FM AICHI：2012年1月18日）

### 雑誌
- 特冊Shinsengumi DX（竹書房）
- OTAPOKE「アイドル戦国時代 vol.16」（アキバジャーナル）
- WHAT's IN?「アイドルノススメ」（エムオン・エンタテインメント）
- Top Yell 虎号（竹書房）